# 胡在恪
胡在恪，号念蒿，湖廣江陵人，清朝政治人物。進士出身。
顺治五年（1648年）戊子科湖廣鄉試解元。順治十二年（1655年），登乙未科進士，历任江西盐道。有《真懒园集》。